# Eira Vedra
Eira Vedra é uma localidade portuguesa sede da Freguesia de Eira Vedra do Município de Vieira do Minho, freguesia com 5,34 km² de área e 616 habitantes (censo de 2021), tendo, por isso, uma densidade populacional de 115,4 hab./km².

## Demografia
A população registada nos censos foi:
| Distribuição da População por Grupos Etários | Distribuição da População por Grupos Etários | Distribuição da População por Grupos Etários | Distribuição da População por Grupos Etários | Distribuição da População por Grupos Etários |
| -------------------------------------------- | -------------------------------------------- | -------------------------------------------- | -------------------------------------------- | -------------------------------------------- |
| Ano                                          | 0-14 Anos                                    | 15-24 Anos                                   | 25-64 Anos                                   | > 65 Anos                                    |
| 2001                                         | 123                                          | 102                                          | 349                                          | 132                                          |
| 2011                                         | 99                                           | 86                                           | 374                                          | 143                                          |
| 2021                                         | 53                                           | 67                                           | 320                                          | 176                                          |

## Património
- Igreja Paroquial
- Capela de Nossa Senhora dos Remédios
- São Francisco
- Capela de Santa Ana
- Cruzeiro de Eira Vedra